# Bathyraja isotrachys
Bathyraja isotrachys — вид хрящевых рыб рода глубоководных скатов семейства Arhynchobatidae отряда скатообразных. Обитают в северно-западной части Тихого океана. Встречаются на глубине до 2025 м. Их крупные, уплощённые грудные плавники образуют округлый диск со треугольным рылом. Максимальная зарегистрированная длина 78 см. Откладывают яйца. Не представляют интереса для коммерческого промысла.

## Таксономия
Впервые вид был научно описан в 1877 году как Raja isotrachys. Видовой эпитет происходит от слов др.-греч. ίσο — «равный» и др.-греч. τραχύς — «грубый» и связан с тем, что кожа этих скатов равномерно покрыта мелкими шипами с звездообразными основаниями. Голотип представляет собой неполовозрелую самку длиной 56,1 см, пойманную у побережья Сидзуоки (34°07′ с. ш. 138°00′ в. д.), Япония, на глубине 1028 м.

## Ареал
Эти скаты распространены в северо-западной части Тихого океана от юго-восточного побережья Камчатки на севере до островов Окинава на юге. Они обитают в водах Японии (Хоккайдо, Хонсю, Кюсю, Рюкю), России (Камчатка, Магадан, Сахалин) и Кореи. Встречаются на материковом склоне на глубине от 300 до 2025 м, преимущественно между 650 и 1400. Температура среды обитания колеблется в пределах 2,5—3,5 °C (среднее значение 3,18 °C). В водах Японии эти скаты чаще попадаются на глубине 450—1480 м.

## Описание
Широкие и плоские грудные плавники этих скатов образуют ромбический диск с широким треугольным рылом и закруглёнными краями. На вентральной стороне диска расположены 5 жаберных щелей, ноздри и рот. На хвосте имеются латеральные складки. У этих скатов 2 редуцированных спинных плавника и редуцированный хвостовой плавник.
Максимальная зарегистрированная длина 78 см.

## Биология
Эмбрионы питаются исключительно желтком. Эти скаты откладывают яйца, заключённые в роговую капсулу с твёрдыми «рожками» на концах. Длина капсулы составляет около 6,4—7,6 см, а ширина 4,6—4,8 см, согласно другим данным 10,6—13,2 и 7,6—8,6 соответственно. Самцы и самки достигают половой зрелости при длине 62,5—69,2 см и 67,2—71,6 см в возрасте 4—5 лет и 5—6 лет.

## Взаимодействие с человеком
Эти скаты не являются объектом целевого лова. В настоящее время отечественная рыбная промышленность практически не использует скатов, тогда как в Японии и в странах Юго-Восточной Азии они служат объектами специализированного промысла. Численность глубоководных скатов в прикамчатских водах достаточно велика. Наиболее эффективным орудием их промысла считаются донные яруса. Согласно данным учѐтных траловых съѐмок в прикамчатских водах (1990—2000 гг) биомасса скатов рода Bathyraja составляет суммарно 118—120 тыс. тонн. При коэффициенте изъятия в 20 %, величина их потенциального вылова оценивается в 20 тыс. тонн. Несмотря на то, что скаты постоянно попадаются в качестве прилова при ярусном, траловом и снюрреводном промысле трески, палтусов и других донных рыб, их ресурсы у берегов Камчатки сегодня используются не полностью. Bathyraja isotrachys — один из наиболее распространённых видов материкового склона тихоокеанского побережья Японии, но в дальневосточных водах России считается довольно редким.  В учетных траловых уловах, произведённых в Охотском море на глубине 300—2025 м в 1989 году, скаты этого вида составили 14,8 %, а средний улов в пересчёте на часовое траление равнялся 1,4 кг. Аналогичные показатели в учетных траловых уловах, произведённых у северного побережья Курильских островов и юго-восточной Камчатки на глубине 100—850 в 1993—2002 гг, составили 0,38 % и 1,62 кг. Международный союз охраны природы присвоил этому виду охранный статус «Вызывающий наименьшие опасения».